# Deficyt bilansu obrotów bieżących
Deficyt bilansu obrotów bieżących – wartość nadwyżki wydatków danego kraju z tytułu bilansu handlowego i obrotów usługami (importu towarów i usług), bilansu odsetek i dywidend na rzecz inwestorów zagranicznych, bilansu wydatków rządowych, bilansu transferów prywatnych i oficjalnych – nad wpływami z tych samych tytułów.
Deficyt bilansu obrotów bieżących prowadzi do deficytu w majątku netto kraju, co musi zostać zrównoważone poprzez napływ kapitału spoza jego granic.